# Atlas pratique de Stieler

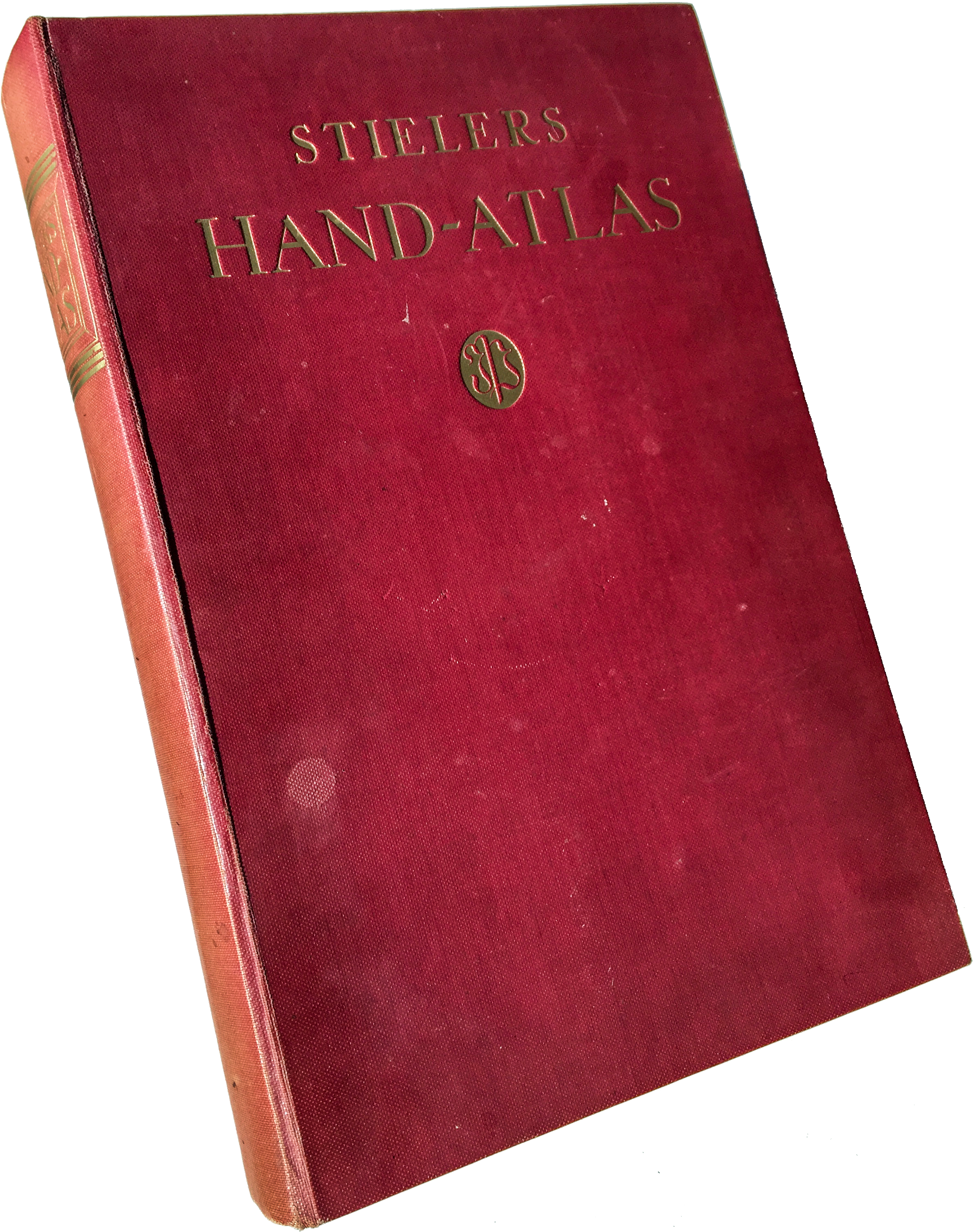
10e édition de lAtlas pratique.

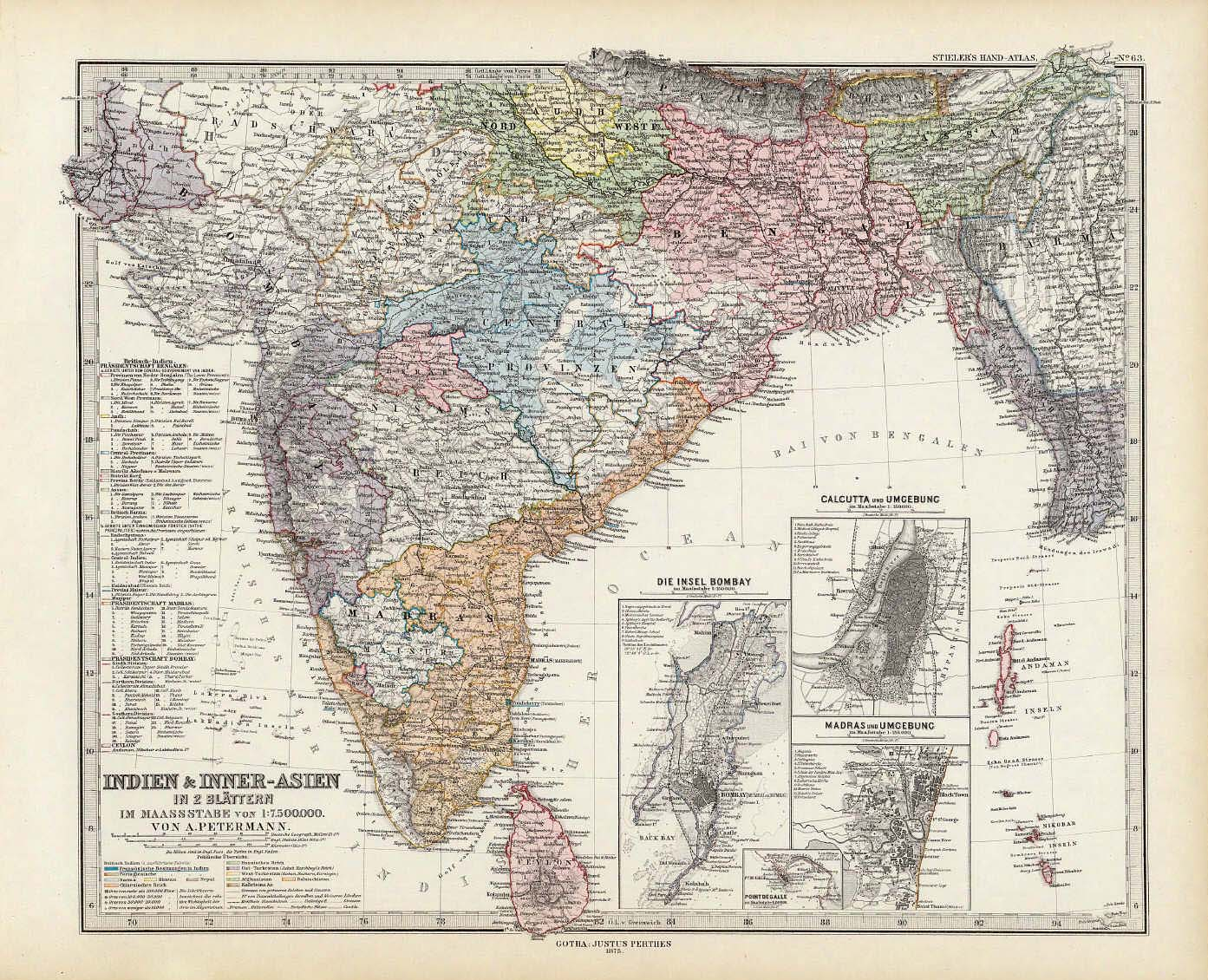
Carte de l'Inde extraite de l'Atlas pratique.

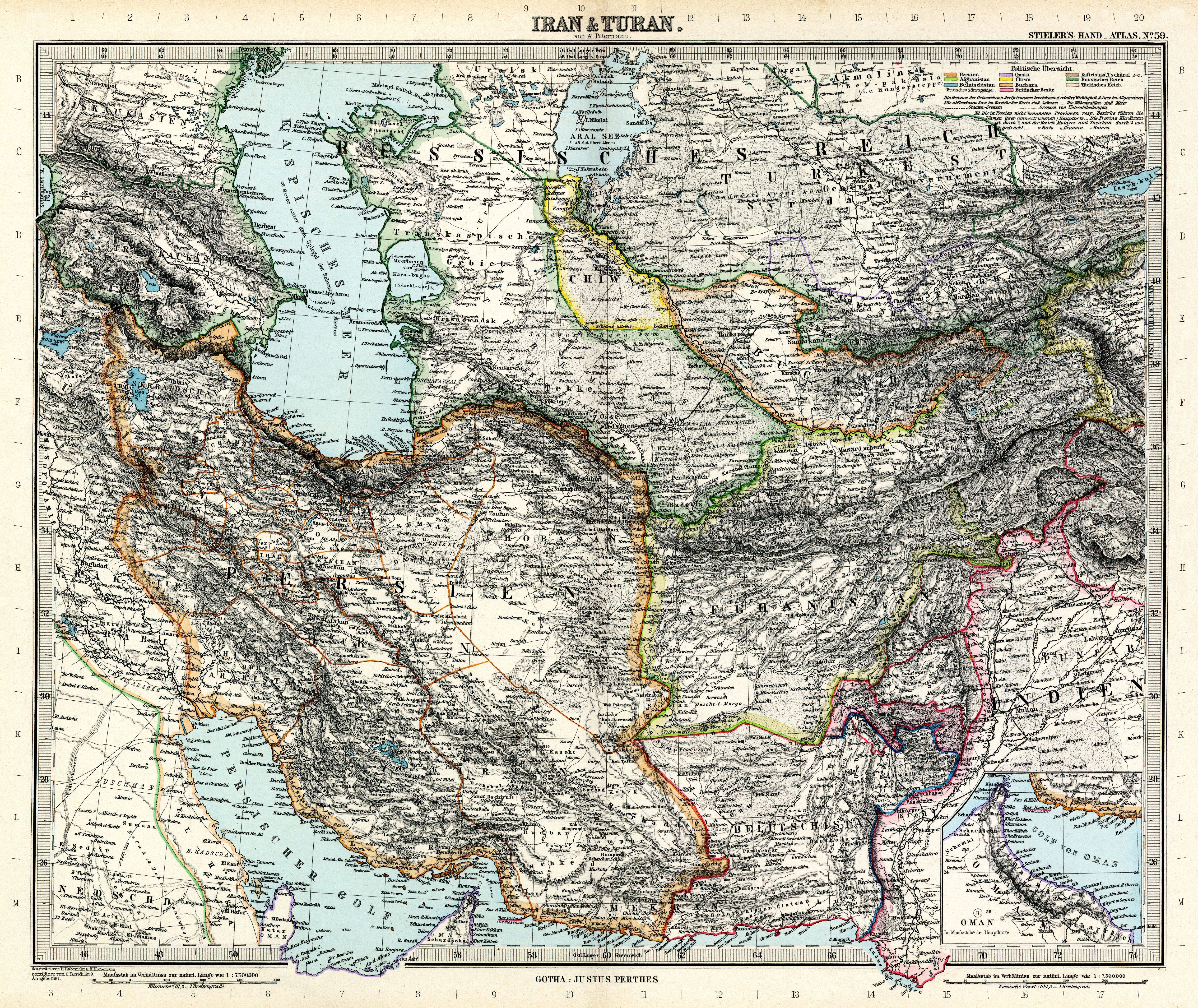
Carte de l'Iran et de Touran sous la ynastie Qajar dessinée par Adolf Stieler.

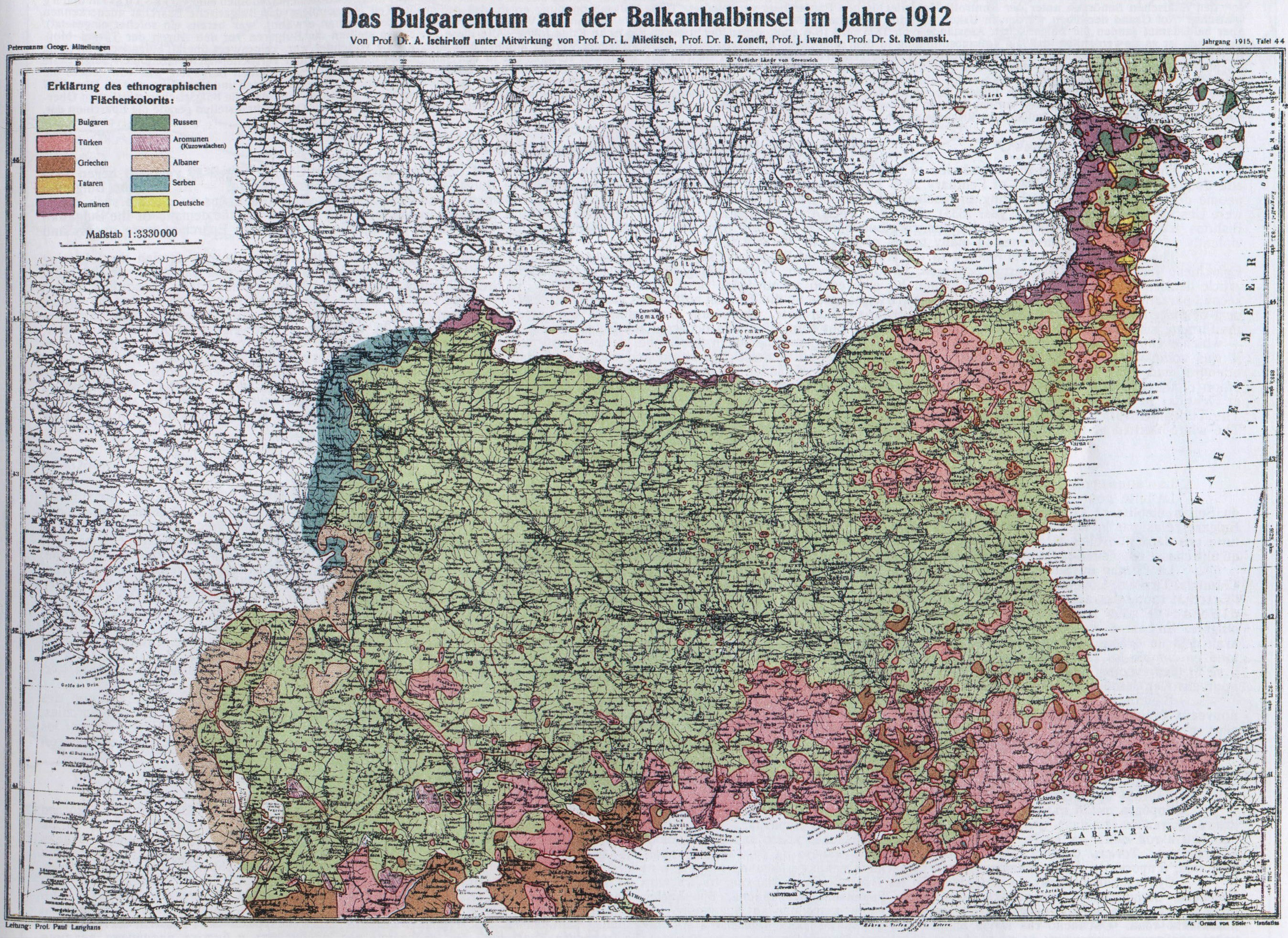
Carte ethnique de la Bulgarie, extraite de la 10e édition du Stieler.

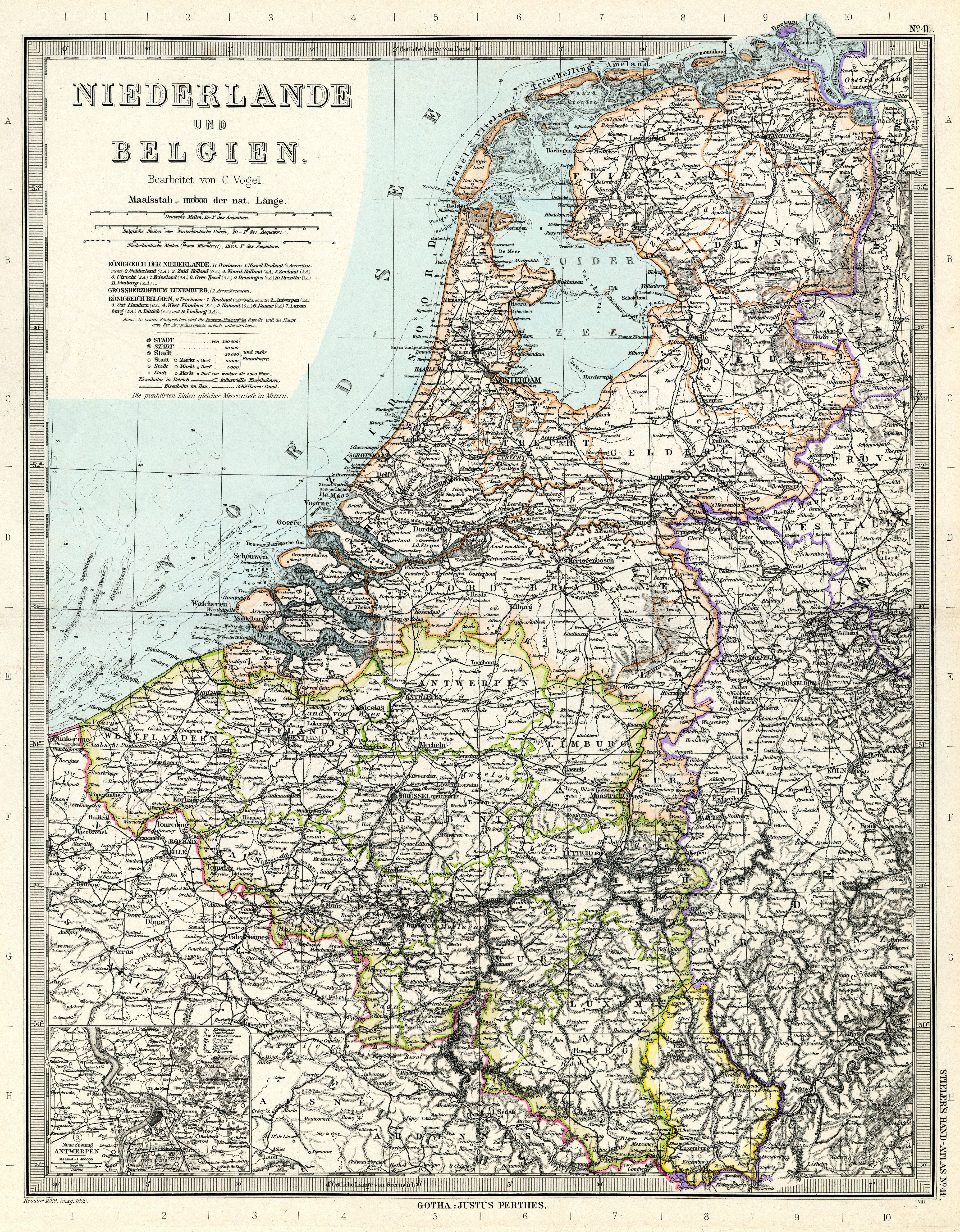
Carte des Pays-Bas et de la Belgique issue de la 8e édition.

L'atlas pratique de Stieler, en allemand Stielers Handatlas (du nom de son auteur, Adolf Stieler, 1775–1836), officiellement intitulé Hand-Atlas über alle Theile der Erde und über das Weltgebäude (Atlas pratique de toutes les parties du monde et de l'univers), a été le principal atlas géographique allemand lors de la fin du XIXe siècle et du début du XXe siècle. Publié par la maison d'édition Justus Perthes de Gotha, il connut dix éditions de 1816 à 1945.
À l'instar de nombreuses autres publications importantes du XIXe siècle, une édition de l'Atlas pratique était typiquement publiée en plusieurs parties ; par exemple, la huitième édition a été publiée en 32 parties mensuelles.

## Éditions
La première édition, réalisée par Adolf Stieler et Christian Gottlieb Reichard, a été publié sous la forme de planches séparées de 1817 à 1823. Elle comprenait 47 cartes, bien que l'intention ait été d'en publier 50. Après la mort de Stieler en 1836, Friedrich von Stülpnagel (1786–1865) a édité la première édition de l'atlas (1834-1845), ainsi que la seconde (1845-1847) qui comprenait 107 cartes. Le cartographe August Petermann a contribué à la troisième édition (1854-1862) contenant 83 cartes ; ainsi qu'à la quatrième (1864–67) et à la cinquième (1868–74), qui comprenaient chacune 84 cartes.
Cependant, ce n'est qu'à la sixième édition (1871–75, 90 cartes), éditée par August Petermann (1822–78), Hermann Berghaus (1828–1890) et Carl Vogel (1828–1897), que l'ouvrage atteint le sommet ; il devient une référence géographique et scientifique estimée. Une septième édition est publiée en 1879-82 ; une huitième suit en 1888-91 (les deux comprenant 95 cartes) sous la direction de Hermann Berghaus, Vogel et Hermann Habenicht (1844–1917). Bien que l'industrie de l'imprimerie soit déjà passée à la lithographie depuis un certain temps, certaines cartes de l'Atlas de Stieler continuent d'être reproduites par impression sur plaque de cuivre sur des presses à main avec coloration à la main jusque dans les années 1890.
La neuvième édition (1901-1905), éditée par Habenicht, avec cent cartes, plus du double du nombre de l'édition initiale, fut la première à être imprimée sur des machines à cylindres au moyen de la lithographie, ce qui réduisit de moitié le prix et rendit le Stieler accessible à un large public. Seize de ces cartes, bénéficiant d'une traduction exclusive en anglais et converties au système de mesure impérial, sont intégrées à la 11e édition de l'Encyclopædia Britannica (1910-1911). Hermann Haack (1872–1966) édite la dixième édition, celle du centenaire (1920–25, 108 cartes) ; son index compte plus de 320 000 entrées, ce qui en fait l'atlas mondial le plus complet des temps modernes.
Les versions anglaises des neuvième et dixième éditions paraissent sous le nom de Stieler's Atlas of Modern Geography, et des éditions avec des titres similaires ont également été publiées en français, italien et espagnol. Une édition internationale (1934-1940) est demeurée incomplète, 84 cartes sur les 114 prévues initialement étant réalisées ; les travaux étant suspendus en raison de la guerre. L'œuvre a été gravée sur 432 plaques de cuivre qui ont été conservées.
Entre 1939 et 1945, Haack publia chez Perthes, Gotha, trois « éditions de guerre » modifiées de l'« édition du centenaire » ; parues en 1939, 1942 et encore au début de 1945, elles montrent l'évolution la guerre de conquête et d'extermination des Allemands et la « réorganisation » territoriale qu'ils avaient l'intention d'entreprendre.